# Systems in Blue
I Systems in Blue sono un gruppo musicale eurodance tedesco attivo dal 2003.

## Formazione
- Rolf Köhler (deceduto nel 2007)
- Michael Scholz
- Detlef Wiedeke
- Olaf Senkbeil

## Discografia
Album studio
- 2005: Point of No Return
- 2008: Out of the Blue

Album remix
- 2009: Heaven & Hell - The Mixes
- 2010: The Big Blue Megamix

Singoli
- 2004: Magic Mystery
- 2004: Winner
- 2005: Point of No Return
- 2006: 1001 Nights
- 2006: Give a Little Sweet Love (feat. Mark Ashley)
- 2007: Voodoo Queen
- 2008: Dr. No
- 2009: Heaven and Hell